# Dragon Ball Xenoverse
Dragon Ball Xenoverse ist ein Fighting-Computer-Rollenspiel, das von dem japanischen Entwicklerstudio Dimps entwickelt und von Bandai Namco Entertainment 2015 für PlayStation 3, PlayStation 4, Xbox 360, Xbox One und Microsoft Windows veröffentlicht wurde. Das Spiel wurde auf der Electronic Entertainment Expo (E3) im Jahr 2014 angekündigt. 2016 wurde mit Dragon Ball Xenoverse 2 für PlayStation 4, Xbox One, Nintendo Switch und Microsoft Windows ein Nachfolger veröffentlicht, der später auch für Googles Cloud-Gaming-Dienst Google Stadia verfügbar sein soll.

## Spielprinzip
Das Spiel spielt fast ausschließlich innerhalb mehrerer 3D-Bereiche, die zumeist nach bekannten Orten im Dragon-Ball-Universum modelliert sind, die von der Hauptdrehscheibe Toki-Toki City aus zugänglich sind. Kämpfer können die Ebenen frei erkunden, große Räume überqueren und können am Boden, in der Luft und unter Wasser kämpfen. Das Spiel bietet gesprochene Dialoge von den meisten Hauptfiguren während des Kampfes, und Charaktere zeigen Gesichtsausdrücke, wenn sie einen Gegner treffen oder Schaden erleiden. Obwohl begrenzt, haben die Spieler einige Freiheiten, um den Planeten Erde, wie er im Dragon-Ball-Universum existiert, zu erkunden, zusammen mit einer Handvoll anderer Orte, darunter die bereits erwähnte Toki-Toki City.
Xenoverse ist das dritte Dragon Ball Spiel mit Charaktererstellung, das erste ist Dragon Ball Online und das zweite ist Dragon Ball Z: Ultimate Tenkaichi. Spieler-erschaffene Charaktere haben die Möglichkeit, ein Lehrling der ursprünglichen Dragon Ball Charaktere zu werden, um ihre speziellen Bewegungen zu erlernen und auf bestimmte Kostümgegenstände zuzugreifen. Mit der Charakteranpassung sind Spieler in der Lage, Rasse, Geschlecht, Gesichtsbehaarung, Körpermerkmale, Kleidung und Stimmeffekte ihres Charakters anzupassen. Es gibt fünf spielbare Rassen: Saiyans, Namekianer, Erdlinge, Majins und die Freezer-Rasse; alle haben rassenspezifische Vorteile und Boni sowie Mängel.
Auf den Online-Multiplayer wird von der Toki-Toki City aus zugegriffen, die als Drehscheibe dient, wo Spieler Gruppen bilden und kooperative, zeitreisende Missionen übernehmen können.

## Verkaufszahlen
Dragon Ball Xenoverse wurde bis zum 17. März 2015 weltweit insgesamt über 1,5 Millionen Mal verkauft. Im Monat Februar im Jahr 2015 war es nach Dying Light das zweitmeistheruntergeladene Spiel im PlayStation Store. Im April 2015 verkündigte Bandai Namco Entertainment, dass sich Dragon Ball Xenoverse weltweit insgesamt mehr als 2,5 Millionen Mal verkaufen konnte. Bis Februar 2016 wurde es über 3,13 Millionen Mal verkauft. Bis Juli 2018 konnten sich Dragon Ball Xenoverse 1 und 2 weltweit über 10 Millionen Mal verkaufen.

## Rezeption
Dragon Ball Xenoverse wurde von der Fachpresse gemischt aufgenommen. Auf der Bewertungswebsite Metacritic hält die PlayStation-4-Version des Spiels – basierend auf 50 Bewertungen – einen Metascore von 69 von 100 möglichen Punkten.